# بوطاليا ماغوايرية
بوطاليا ماغوايرية (الاسم العلمي:Potalia maguireorum) هي نوع من النباتات يتبع جنس البوطاليا من الفصيلة الجنطيانية.